# Алфред Гринфелд
Алфред Гринфелд (Праг, 4. јул 1852 — Беч, 4. јануар 1924) био је аустријски пијаниста и композитор.

## Живот
Алфред Гринфелд је рођен у Прагу као друго од осморо деце јеврејског трговца кожом Морица Гринфелда (рођеног 1817 у Колину над Лабемом) и његове жене Регине, рођене Пик (1826. у Осеку). Његова браћа су били: виолончелиста Хајнрих Гринфелд; Лудвиг Гринфелд, који је радио за Дојче Грамофон, и Сигмунд Гринфелд, кореограф у бечком Хофоперу. Породица је живела у улици Зелтнергасе 38 у Бечу.
Гринфелд је своје музичко образовање започео код Јулијуса Теодора Хогера. Свој први јавни концерт одржао је 12. априла 1865. у Конвиктсали у Прагу. Гринфелд је потом студирао код Јозефа Крејчија и Бедриха Сметане на Прашком конзерваторијуму, а касније на Новој Академији тонских уметности Теодора Кулака у Берлину.
Гринфелд се преселио у Беч 1873. где је живео до краја живота са сестром Емом, прво у Пратерштрасе 49, а затим у Гетрајдемаркту 10 од 1888. до своје смрти. Кућа је сада обележена спомен плочом вајара Флоријана Жозефа-Друоа.
Гринфелд је постао популаран салонски пијаниста у Бечу и често је наступао у салонима бечког високог друштва. Поред соло наступа, наступао је и са квартетом Арнолда Розеа, квартетом Хелмесбергер, и својим братом Хајнрихом Гринфелдом. Концертне турнеје водиле су га по Аустро-Угарској, Паризу, Лондону, Немачкој, Скандинавији, Холандији, Русији, Пољској, Румунији, Естонији, Цариграду, Београду и САД. За своје наступе добио је многа признања и титуле, укључујући: Орден Светог Станислава 3. степена ; Витешки крст 2. класе кућног реда Сакс-Ернестин, Орден Црвеног орла 4. степена; Витешки крст Ордена Франца Јозефа; Орден Лава и Сунца 3. степена и Орден Светог Саве 3. степена 1900. године; Орден Међидије 3. степена; Официрски крст Ордена Звезде Румуније; Пруски орден круне 3. степена и Орден гвоздене круне. Постављен је за професора на Бечком конзерваторијуму 1897. године.
Гринфелд је био цењен не само због својих наступа, већ и због своје друштвене и духовите личности, познат је био по својим анегдотама и шалама. Био је близак пријатељ са Јоханом Штраусом. Био је цењен по својим транскрипцијама Штраусових валцера, а посебно Гласови пролећа, који је често свирао на бис.
Алфред Гринфелд је умро 4. јануара 1924. Добио је Почасно гробно место у Средишњем бечком гробљу, где је и сахрањен 7. јануара.

## Снимци
Алфред Гринфелд је био први познати пијаниста који је направио комерцијалне снимке. Његов први снимак направљен је 1889. на воштаном цилиндру за Едисонов фонограф, који је у Европу донео Тео Вангеман. Гринфелд је 18. новембра снимио сопствену Малу серенаду, од Брамса Мађарску рапсодију, са новом хорном постављеном на доњој страни клавира. Мађарска рапсодија је откривена у архиви Томаса Едисона и рестаурирана 2012.
Гринфелд је снимио 94 диска класичне и романтичне клавирске музике – укључујући дела Шопена, Грига, Полдинија, Шумана и Дебисија, као и 50 дискова сопствених композиција – све између 1899. и 1915. године. Између 1905. и 1911. године снимио је ролнице за репродуцирајући клавир Велте-Мињон и клавир за свираче Фонола.

## Компоновање музике
Поред наступа, Алфред Гринфелд је компоновао око 100 комада за клавир, као и песме и камерну музику, које су се појавиле у оптицају између 1872. и 1926. године. Његова клавирска дела су углавном у стилу салонске музике, од којих је најпознатија била Мала серенада, из 1888. Такође је компоновао и изводио виртуозне клавирске комаде – транскрипције и парафразе – које су му донеле велики успех, али углавном нису објављиване током његовог живота. Неки од њих опстале су само као снимци.
Гринфелд је компоновао и оперету Дер Лебеман, са либретом Лудвига Фишла и Александра Ландесберга, која је премијерно изведена 1903. у Бечу, и комичну оперу Лепоте из Фогараша, са либретом Виктора Леона, која је изведена у Дрездену 1907. године.